# Стафилины морщинистые
Стафилины морщинистые (лат. Rugilus) — род жуков из подсемейства Paederinae внутри семейства стафилинид. Включают около 250 видов, распространённых в умеренных областях земного шара, за исключением Новой Зеландии и Австралии. Обитают в частности в лесистых местностях, по краям полей и лугов. Особи являются активными хищниками, живущие среди опавшей листвы, в компостных кучах и разлагающейся органической материи. Представители данного рода имеют следующие характерные черты: голова шире надкрылий, шея очень узкая, переднеспинка довольно узкая, простернум расширен. Внешне очень напоминают больших муравьёв.

## Описание
Верхняя губа посередине с двумя зубчиками. Вершины средних и задних голеней срезаны прямо. Голова значительно шире переднеспинки, её задний край закруглён.

## Систематика
Некоторые виды:
- вид: Rugilus affinis Erichson, 1839
- вид: Rugilus angustatus (Geoffroy, 1785)
- вид: Rugilus antoinei Peyerimhoff, 1937
- вид: Rugilus arabs Saulcy, 1865
- вид: Rugilus armeniacus Coiffait, 1970
- вид: Rugilus bagmaticolus Rougemont, 1998
- вид: Rugilus bhotius Rougemont, 1987
- вид: Rugilus bimaculatus Motschulsky, 1860
- вид: Rugilus brahmanus Coiffait, 1978
- вид: Rugilus capitalis Gemminger & Harold, 1868
- вид: Rugilus caporiaccoi Bernhauer, 1934
- вид: Rugilus ceylanensis Kraatz, 1859
- вид: Rugilus chinensis Bernhauer, 1938
- вид: Rugilus chthonus Blackwelder, 1943[6]
- вид: Rugilus couloni Drugmand, 1989
- вид: Rugilus dilutipes (Reitter, 1884)
- вид: Rugilus dorjulensis Coiffait, 1978
- вид: Rugilus emodensis Coiffait, 1982
- вид: Rugilus erichsonii Fauvel, 1867
- вид: Rugilus exiguus Heer, 1839
- вид: Rugilus festivus Mulsant & Rey, 1853
- вид: Rugilus flavipes Motschulsky, 1860
- вид: Rugilus fragilis Gravenhorst, 1806
- вид: Rugilus fuscipes Erichson, 1840
- вид: Rugilus gaditanus Peyerimhoff, 1937
- вид: Rugilus gansuensis Rougemont, 1998
- вид: Rugilus geniculatus Erichson, 1839
- вид: Rugilus gogonensis Coiffait, 1978
- вид: Rugilus gracilis Eppelsheim, 1895
- вид: Rugilus hungaricus Csiki, 1937
- вид: Rugilus ibericus Fagel, 1959
- вид: Rugilus immunis Stephens, 1833
- вид: Rugilus indicus Cameron, 1914
- вид: Rugilus iranicus Coiffait, 1981
- вид: Rugilus japonicus Watanabe, 1961
- вид: Rugilus khalash Rougemont, 1988
- вид: Rugilus latiparameris Rougemont, 1998
- вид: Rugilus latiusculus Casey, 1885
- вид: Rugilus lesbius V. Assing, 2005[7]
- вид: Rugilus longicollis Fauvel, 1900
- вид: Rugilus longiparameris Rougemont, 1998
- вид: Rugilus longipennis Sharp, 1889
- вид: Rugilus maltzevi Gusarov, 1991
- вид: Rugilus maxillosus Lentz, 1856
- вид: Rugilus mixtus Lohse, 1956
- вид: Rugilus morvani Rougemont, 1987
- вид: Rugilus nematideus Gistel, 1857
- вид: Rugilus nepalensis Scheerpeltz, 1976
- вид: Rugilus orbiculatus Paykull, 1789
- вид: Rugilus oregonus Casey, 1905
- вид: Rugilus paradoxus Bernhauer, 1936
- вид: Rugilus parvus Cameron, 1931
- вид: Rugilus pecticensisis Coiffait, 1939
- вид: Rugilus pictipennis Reitter, 1909
- вид: Rugilus plagiatus Cameron, 1924
- вид: Rugilus praelongus Cameron, 1924
- вид: Rugilus prodoni Coiffait, 1982
- вид: Rugilus prolongatus Solsky, 1874
- вид: Rugilus pulcher Peyerimhoff, 1929
- вид: Rugilus punctipennis Stephens, 1833
- вид: Rugilus pygmaeus Kraatz, 1859
- вид: Rugilus quadridentatus Coiffait, 1975
- вид: Rugilus reitteri Bernhauer, 1938
- вид: Rugilus rossii Zanetti, 1977
- вид: Rugilus rufescens Sharp, 1874
- вид: Rugilus ruficornis Lucas, 1846
- вид: Rugilus rufipes Germar, 1836
- вид: Rugilus salicetorum Gistel, 1857
- вид: Rugilus sardous Lohse, 1956
- вид: Rugilus schawalleri Rougemont, 1998
- вид: Rugilus scutellatus Motschulsky, 1858
- вид: Rugilus similis Erichson, 1839
- вид: Rugilus simlaensis Cameron, 1931
- вид: Rugilus smetanai Rougemont, 1998
- вид: Rugilus starkei Assing & Feldmann, 2001
- вид: Rugilus subtilis Erichson, 1840
- вид: Rugilus tauricus Rougemont, 1988
- вид: Rugilus velutinus Fauvel, 1895
- вид: Rugilus wittmeri Coiffait, 1978